# Załuże (rejon tarnopolski)
Załuże – wieś w rejonie tarnopolskim obwodu tarnopolskiego, założona w 1444 r. W II Rzeczypospolitej miejscowość była siedzibą gminy wiejskiej Załuże w powiecie zbaraskim województwa tarnopolskiego. Wieś liczy 1242 mieszkańców.
We wsi znajduje się cerkiew pw. Przemienienia Pańskiego, ufundowana w 1600 roku przez książąt Zbarskich. Nie zachowały się budynki istniejącego obok klasztoru bazylianów zlikwidowanego przez Austriaków w końcu XVIII wieku. W pobliżu kościoła znajdują się mogiły kozackie z XVI wieku.
Do 2020 w rejonie zbaraskim.

## Urodzeni
- Andrij Szmigelśkyj